# Исаенкова, Маргарита Геннадьевна
Маргарита Геннадьевна Исаенкова (род. 28 мая 1955 года) — российский материаловед, кристаллограф, доктор физико-математических наук, профессор, лауреат премии имени А. А. Бочвара (2020).

## Биография
В 1978 году — окончила Московский инженерно-физический институт  по специальности «Физика металлов».
В 1988 году  - защитила кандидатскую диссертацию.
В 2011 году — защитила докторскую диссертацию по теме: «Закономерности развития кристаллографической текстуры и субструктурной неоднородности в циркониевых сплавах при деформационном и термическом воздействиях»
С 1981 года — работает в НИЯУ МИФИ, в настоящее время — профессор кафедры «Физические проблемы материаловедения»; ведущий научный сотрудник.
С 1995 по 1997 гг. работала по приглашению профессора Бунге Х.-И. в Клаустальском техническом университете (Германия).
В 1997, 1999 и 2000 гг. работала по проекту в Корейском исследовательском институте атомной энергии (KAERI) в г. Тэджон (Южная Корея).
В 1997 году избрана членом-корреспондентом Российской академии естественных наук.  

## Научная деятельность
Основные направления исследований:
- физическое материаловедение: пластическая деформация моно- и поликристаллов, наноматериалов;
- анизотропия свойств текстурованных материалов;
- закономерности формирования субструктурной неоднородности в текстурованных материалах и её влияние на физико-механические, эксплуатационные и функциональные свойства;
- кристаллографические механизмы мартенситных превращений в сплавах с памятью формы и сверхупругостью;
- закономерности образования структуры при селективном лазерном плавлении, при магнетронном напылении покрытий и т. п.

Автор более 500 научных публикаций, из них 7 монографий, 253 статьи и 10 учебных пособий.
Член редколлегии журналов Цветные металлы, "Физика и химия обработки материалов", "Алмаз-Антей", "Вопросы атомной науки и техники"

## Награды
- Премия имени А. А. Бочвара (2020) — за совокупность работ «Исследование закономерностей формирования структуры и кристаллографической текстуры в изделиях из сплавов на основе циркония при пластической деформации и термообработке, и прогнозирование на их основе физико-механических свойств»
- Медаль «В память 850-летия Москвы»
- Ветеран труда
- Ветеран атомной энергетики и промышленности (2012)